# Samspitze (Lechtaler Alpen)
Die Samspitze ist ein 2624 m ü. A. hoher Gipfel in den Lechtaler Alpen, Tirol, Österreich. 

## Geographie
Sie erhebt sich im Hauptkamm des Gebirges auf der Wasserscheide zwischen Lech und Inn. Nächstgelegene Ortschaften sind Schnann und Flirsch im direkt südlich des Berges verlaufenden Stanzer Tal. Im Nordwesten trennt das 2303 m ü. A. hohe Alperschonjoch die Samspitze von der Vorderseespitze und nach Nordosten fällt sie steil ins 2464 m ü. A. hohe Flarschjoch ab.

## Besteigung
Auf einer Schulter im Südosten der Samspitze liegt die Ansbacher Hütte. Von hier lässt sich der Gipfel in 45 Minuten auf einem Steig erreichen. Steigspuren führen auch vom Alperschonjoch auf die Samspitze. Beide Wege ermöglichen eine Überschreitung des Berges, die häufig beim Übergang von der Ansbacher Hütte zum Kaiserjochhaus oder auch in Gegenrichtung begangen wird. Schwieriger ist der Anstieg über den Nordostgrat vom Flarschjoch (UIAA II).